# كأس بلغاريا 1958–59
كأس بلغاريا 1958–59 (بالبلغارية: Купа на Съветската армия 1958/59)‏ هو موسم من كأس بلغاريا. أشرف على تنظيمه اتحاد بلغاريا لكرة القدم، وفاز فيه ليفسكي صوفيا.